# Inkerman (Nuevo Brunswick)
Inkerman es una parroquia canadiense situada en la provincia de Nuevo Brunswick.

## Superficie
Inkerman tiene una superficie de 107,63 km².

## Demografía
En 2021, tenía 2373 habitantes, una densidad poblacional de 22 hab./km², y 1162 viviendas.